# João Filson Soren
João Filson Soren (Rio de Janeiro, 21 de junho de 1908 — 3 de janeiro de 2002) foi um pastor batista, capelão militar, hinólogo, músico, teólogo, poeta e professor brasileiro.

## Primeiros anos
João Filson Soren era filho do pastor Francisco Fulgêncio Soren e da norte-americana Jane Filson Soren; seu pai foi pastor da Primeira Igreja Batista do Rio de Janeiro de 1902 a 1933. João foi batizado aos 14 de setembro de 1916.
Estudou no Colégio Batista do Rio de Janeiro, hoje Colégio Batista Shepard, graduando-se em Humanidades em 1926, com o diploma em Ciências e Letras. Depois ingressou no Seminário Teológico Batista do Sul do Brasil, no qual estudou por apenas um ano, transferindo-se em 1928 para o Southern Baptist Theological Seminary, em Louisville, Kentucky, onde concluiu a graduação em Teologia e o Mestrado em Teologia e Artes.

## Magistério, casamento e ministério
De volta para o Brasil, em 1934 e 1935 lecionou no Colégio Batista Shepard. Após o falecimento de seu pai, em 1933, no ano seguinte, a Primeira Igreja Batista do Rio de Janeiro o convidou para suceder seu pai.
Aos 24 de dezembro de 1934, se casou com Nicéa de Miranda Soren, com quem teve três filhos: Marília de Miranda Filson Soren (depois Sosa Doyle), Cláudio de Miranda Filson Soren e João Marcos de Miranda Filson Soren. Permaneceram casados até o falecimento de Nicéa, em 14 de maio de 1990.
Em 1º de janeiro de 1935, foi ordenado ao ministério pastoral, na Primeira Igreja Batista do Rio de Janeiro, assumindo como pastor no dia 3 de janeiro. Ao longo dos próximos cinquenta anos, presidiu não apenas a PIBRJ, como foi pastor interino de várias outras e proeminente líder da denominação Batista no Brasil: presidente da Convenção Batista Carioca, da Convenção Batista Fluminense, da Convenção Batista Brasileira (por 11 vezes), vice-presidente da Aliança Batista Mundial entre 1955 e 1960 e presidente entre 1960 e 1965; intérprete de Billy Graham no Rio de Janeiro em 1960; membro da mesa diretora do Hospital Evangélico do Rio de Janeiro, reitor e professor do Seminário Teológico Batista do Sul do Brasil.
Em 1963, Soren participou da comissão da Convenção Batista Brasileira que rejeitou o pentecostalismo, resultando na expulsão de igrejas e membros e a fundação da Convenção Batista Nacional.
Com formação musical, foi violinista tanto no Brasil quanto nos Estados Unidos, além de hinólogo, sendo autor d dez hinos.
Em 1985 deixou o púlpito da PIBRJ, sendo sucedido pelo Pr. Dr. Fausto Aguiar de Vasconcellos, passando a ser pastor emérito daquela igreja.

## Serviço Militar na Força Expedicionária Brasileira
Em 1944, Getúlio Vargas criou o Serviço de Assistência Religiosa, que permitiu a participação de capelães voluntários para atuarem junto da Força Expedicionária Brasileira na campanha da Itália durante a Segunda Guerra Mundial. Pastor Soren foi nomeado Capelão Militar em 13 de julho de 1944 e classificado no 1º Regimento de Infantaria (Regimento Sampaio), embarcando para a Itália em 20 de setembro do mesmo ano. Assim, entre 1944-1945, Soren serviu com a FEB, como um dos primeiros capelães militares evangélicos. Foi reconhecido por sua atuação próximo à linha de frente da FEB, particularmente em Monte Castelo, onde correu riscos para localizar e ajudar a resgatar os corpos de soldados mortos em combate.
Foi membro fundador da Confraternização dos Ex Combatentes e Veteranos Evangélicos da FEB (CONFRATEX-FEB), a qual presidiu a partir de 1978.
A data de seu nascimento, 21 de junho, tem sido usada para comemorar o Dia do Capelão Evangélico Civil e Militar, como no Rio de Janeiro e em Goiás. Mesmo onde os órgãos legislativos definiram outras datas para os capelães evangélicos, Pastor João Filson Soares é lembrado como primeiro capelão evangélico brasileiro.
Em 2009, a vereadora Liliam Sá, na Câmara Municipal do Rio de Janeiro, também propôs a criação da Medalha Pastor João Filson Soren, para reconhecer a importância do trabalho da Capelania".

## Vida após o ministério e morte
Mesmo com sua aposentadoria, Pastor Soren continou envolvido com questões denominacionais e da PIBRJ. Foi internado em dezembro de 2001, com problemas de saúde; liberado antes do Natal, teve de retornar no 1º de janeiro de 2002, com insuficiência respiratória. No dia seguinte foi encaminhado à UTI, e às 21 horas do dia 2 de janeiro de 2002, faleceu. Foi sepultado no sepulcro da família no Cemitério de São João Batista.

## Honras
- Medalha do Esforço de Guerra[2][10]
- Medalha da Campanha da FEB[2][10]
- Cruz de Combate Primeira Classe[2][10]
- Silver Star[2][10]
- Medalha Mascarenhas de Moraes[2][10]
- Medalha Monumento aos Mortos da Segunda Guerra Mundial[2][10]
- Medalha Amigos da Marinha[2][10]
- Medalha Monte Castelo[2]
- Doutorado honoris causa em Divindade, Georgetown College, 1955[2]
- Doutorado honoris causa em Letras, William Jewell College, 1960[2]
- Título de Benemérito do Estado do Rio de Janeiro, Assembleia Legislativa do Rio de Janeiro, 1984[11]
- Título de Honra ao Mérito, Câmara Municipal de Niterói, 1985[10]
- Primeiro ocupante da cadeira 38 da Academia Evangélica de Letras do Brasil (AELB)[12]